# Leptanilla najaphalla
Leptanilla najaphalla (лат.) — вид мелких муравьёв рода Leptanilla из подсемейства Leptanillinae (Formicidae). Юго-Восточная Азия: Малайзия. Видовой эпитет najaphalla происходит от Naja (латинского названия кобры) и — phalla, означающего пенис. Это относится к пестрому облику пениальных склеритов, напоминающему об угрожающей демонстрации этих змей: дорсальный изгиб пениальных склеритов напоминает позу поднятия, а латеральные пластинки — вытянутый «капюшон» кобры.

## Распространение
Встречается в восточной Малайзии (Юго-Восточная Азия): Сабах.

## Описание
Муравьи мелкого размера (около 5 мм) жёлтоватого цвета. Очертания головы четырёхугольные. Затылок выемчатый при виде анфас. Грудь выступает навесом вперёд. Мандибулы сочленены с щекой; заметно длиннее ширины. Мандалус крупный, занимает большую часть переднедорсальной поверхности жвал. Нижнечелюстные щупики 1-члениковые. Клипеус редуцирован, скрыт лобным навесом при виде анфас. Передние тенториальные ямки не различимы. Сложные глаза несколько длиннее своей ширины в профиль, задний край слегка выемчатый, все остальные края выпуклые. Переднемедиальный оцеллий и сложные глаза не пересекаются с линией, проведённой перпендикулярно переднезадней оси головы. Скапус длиннее своей ширины, короче передне-задней длины сложного глаза. От близких видов отличается следующими признаками: дорсальная проподеальная поверхность длинная, параллельна краниокаудальной оси; гребень передней голени присутствует; проподеум без боковых продольных килей на дорсуме.